# Isanotski Strait
Die Isanotski Strait ist eine 8 km lange Meerenge im Südwesten von Alaska. Sie verbindet den Golf von Alaska mit dem Beringmeer und trennt die Alaska-Halbinsel von Unimak Island, der östlichsten Insel der Aleuten.
Am nordwestlichen Ende der Meerenge liegt der Ort False Pass.